# همانندسازی فرافکن
همانندسازی فرافکن (به انگلیسی: projective identification): یک نوع مکانیسم دفاعی است که ملانی کلاین، روان‌شناس اتریشی مطرح کرده‌است.
یک روش برای کاستن از اضطراب، همانندسازی فرافکن است. این یک مکانیسم دفاعی است که با آن، نوزادان اجزای غیرقابل تقسیم خودشان را به دو قسمت تقسیم (split) می‌کنند، آن‌ها را روی یک شئ (object) یا یک شخص دیگر فرافکنی می‌کنند، و سرانجام، آن‌ها را روی خودشان درون فکنی می‌کنند. اما به شکلی تغییر یافته یا تحریف شده؛ وقتی که نوزادان شئ مورد نظر را دوباره وارد خودشان می‌کنند، احساس می‌کنند که همانند (شبیه) آن شئ شده‌اند؛ یعنی، با آن همانندسازی می‌کنند. برای مثال، نوزادان معمولاً بخش‌هایی از امیال ویرانگر خود را به دو گروه خوب و بد تقسیم می‌کنند و آن‌ها را روی سینهٔ بد و عصبانی‌کننده (سینه‌ای که وقتی آن‌ها گرسنه هستند، آن اطراف نیست) فرافکنی می‌کنند. بعد، آن‌ها با این سینه، از طریق درون فکنی، همانندسازی می‌کنند، و این فرایند، به آن‌ها اجازه می‌دهد کنترل سینهٔ ترسناک و در عین حال خوب را به عهده بگیرند. همانندسازی فرافکن، همان مکانیسم دفاعی فرافکنی است، با این تفاوت که فرد افکار، احساسات، یا رفتارهای خود را روی یک شیء یا یک انسان دیگر طوری فرافکنی می‌کند که شیء یا انسان مقابل، در خود آن فرد، دقیقاً همان افکار، احساسات، یا رفتارهایی که فرد فرافکنی کرده‌است، در خودش به وجود می‌آیند.
همانندسازی فرافکن، روی روابط میان فردی در بزرگسالی تأثیر زیادی می‌گذارد. برخلاف فرافکنی‌های ساده (که می‌توانند صرفاً در دنیا خیال روی دهند)، همانندسازی فرافکن فقط در دنیای واقعی (دنیای روابط میان فردی) وجود دارد. برای مثال، شوهری که تمایل شدیدی دارد که دیگران را کنترل کند اما خودش از این موضوع ناراحت است، این احساس را روی همسرش فرافکنی می‌کند، و او را زنی سلطه جو و کنترل طلب می‌بیند. این مرد، بدون آنکه خودش بداند، سعی می‌کند کاری کند که زنش سلطه جو شود و کنترل بسیاری امور را در دست بگیرد. شوهر، در تلاش برای وادار کردن همسرش به نشان دادن رفتارهایی که او دوست دارد از وی ببیند، رفتارهایی به شدت مطیعانه از خودش نشان می‌دهد.